# Short Bend Township
Short Bend Township est un ancien township du comté de Dent dans le Missouri, aux États-Unis,.
Le township est fondé en 1873 et baptisé en référence à la communauté de Short Bend (en).

## Source de la traduction
- (en) Cet article est partiellement ou en totalité issu de l’article de Wikipédia en anglais intitulé « Short Bend Township, DeKalb County, Missouri » (voir la liste des auteurs).